# Trididemnum strangulatum
Trididemnum strangulatum is een zakpijpensoort uit de familie van de Didemnidae. De wetenschappelijke naam van de soort is voor het eerst geldig gepubliceerd in 1901 door Ritter.